# Fisklösen (Våmhus socken, Dalarna)
Fisklösen är en sjö i Mora kommun i Dalarna och ingår i Dalälvens huvudavrinningsområde. Sjön har en area på 0,2 kvadratkilometer och ligger 534,1 meter över havet. Sjön avvattnas av vattendraget Brottängesbäcken.

## Delavrinningsområde
Fisklösen ingår i det delavrinningsområde (679383-142475) som SMHI kallar för Mynnar i Böån. Medelhöjden är 470 meter över havet och ytan är 18,05 kvadratkilometer. Det finns inga avrinningsområden uppströms utan avrinningsområdet är högsta punkten. Brottängesbäcken som avvattnar avrinningsområdet har biflödesordning 5, vilket innebär att vattnet flödar genom totalt 5 vattendrag innan det når havet efter 346 kilometer. Avrinningsområdet består mestadels av skog (82 procent). Avrinningsområdet har 0,17 kvadratkilometer vattenytor vilket ger det en sjöprocent på 0,9 procent.